# Аерофототопографія
Аерофототопогра́фія (рос. аэрофототопография, англ. aerophototopography, нім. Aerophototopographie) — наукова дисципліна, що вивчає методи створення топографіч. карт за аерознімками. Цими методами є стереофотографічний (основний) і комбінований.
При стереофотографічному методі наземні польові роботи полягають у визначенні геодезич. координат і висот деякої обмеженої кількості точок місцевості, зображених на аерознімках, в топографіч. дешифруванні аерознімків по вибраних маршрутах й встановленні геогр. назв.
Камеральні роботи полягають у фотограмметричному визначенні (див. Фотограмметрія) доповнить, планових і висотних точок, стереоскопіч. малюванню рельєфу в горизонталях, повному дешифруванні, складанні і підготовці для видання оригіналу топографіч. карти. При комбінованому методі польові роботи полягають в мензульній зйомці рельєфу на фотоплані з одноврем. дешифруванням останнього. Камеральні роботи зводяться до підготовки оригіналу карти для видання. Методи А. були успішно застосовані в СРСР для створення топографіч. карти масштабу 1:100000, а тепер застосовуються для карт більших масштабів.